# Tony Smith (patinage de vitesse sur piste courte)
Pour les articles homonymes, voir Tony Smith.
Tony Smith, né le 25 décembre 1961 à Christchurch, est un patineur de vitesse sur piste courte néo-zélandais.

## Biographie
Il participe aux Jeux olympiques de 1992 et 1994.
Il est le porte-drapeau néo-zélandais à la cérémonie d'ouverture des Jeux olympiques de 1994.